# Cheiracanthium kupensis
Cheiracanthium kupensis là một loài nhện trong họ Miturgidae.
Loài này thuộc chi Cheiracanthium. Cheiracanthium kupensis được miêu tả năm 2007 bởi Lotz.